# Gurgunta
Gurgunta o Gurugunta fou un estat tributari protegit feudatari del nizam d'Hyderabad, un dels tretze gran samasthans o jagirs feudataris de l'estat. Gurgunta és a la taluka o mandal de Lingsugur al districte de Raichur a Andhra Pradesh. Era un dels feus més petits i estava al sud dels dominis del nizam. El darrer raja va morir el 1890. Els samasthans (títol Naik) estaven emparentats als caps de Kankgiri i de Shorapur. Inicialment foren feudataris de Vijayanagar i després dels adilxàhides de Bijapur, però després de 1724 foren vassalls del nizam. El 1949 el territori fou unit al districte de Raichur i les terres van passar a l'estat el 1953.